# Koka Zero
Koka Zero er en dansk dokumentarfilm fra 2005, der er instrueret af Martha Gutiérrez.

## Handling
Kampen mod kokaen har stået på i mere end 15 år, ledet og finansieret af USA. Målet har været udryddelsen af koka-dyrkningen: koka-zero (nul koka). Det har skabt voldsom modstand, fordi kokabladene er en vigtig del af de oprindelige folks univers. Kokaen har rituelle funktioner og indgår i dagligdagen - specielt for dem, der har det hårde slid på markerne eller i minerne. Filmen fortæller kokaens historie.